# Thomas Erlacher
Thomas Erlacher (* 9. August 1988 in Bruneck, Südtirol) ist ein italienischer Eishockeyspieler, der seit November 2010 beim HC Pustertal in der italienischen Serie A1 unter Vertrag steht.

## Karriere
Thomas Erlacher begann seine Karriere in der Jugendabteilung des HC Pustertal. In der Saison 2004/05 kam er zu seinen ersten zwei Einsätzen in der ersten Mannschaft seines Heimatvereines. Im gleichen Jahr wurde er mit dessen Nachwuchs italienischer U19-Meister. In der Folge trainierte er mit der ersten Mannschaft, kam aber nur selten zu einigen Einsätzen, bevor er schließlich in der Saison 2006/07 endgültig den Sprung in die A1-Mannschaft schaffte. Im Sommer 2008 entschloss sich Erlacher, nach Nordamerika zu wechseln, um dort Erfahrung zu sammeln.
In der Saison 2008/09 stürmte er für die Wichita Falls Wildcats und die Alaska Avalanche in der NAHL. In der folgenden Spielzeit war er für die University of Wisconsin-Superior in der NCAA III aktiv. Im November 2010 folgte dann die Rückkehr ins Pustertal.

### International
Für italienische Juniorenmannschaften nahm Thomas Erlacher an den U18-Weltmeisterschaften 2005 in der Division I und 2006 in der Division II sowie den U20-Weltmeisterschaften 2007 in der Division I und 2008 in der Division II teil. Mit der Italienischen Studentenauswahl nahm er an der Winter-Universiade 2013 im Trentino teil.

## Karrierestatistik
(Legende zur Spielerstatistik: Sp oder GP = absolvierte Spiele; T oder G = erzielte Tore; V oder A = erzielte Assists; Pkt oder Pts = erzielte Scorerpunkte; SM oder PIM = erhaltene Strafminuten; +/− = Plus/Minus-Bilanz; PP = erzielte Überzahltore; SH = erzielte Unterzahltore; GW = erzielte Siegtore; 1 Play-downs/Relegation; Kursiv: Statistik nicht vollständig)

## Erfolge und Auszeichnungen
- 2005: Italienischer U18-Meister mit dem HC Pustertal
- 2006: Goldmedaille bei der U18-Junioren-Weltmeisterschaft Div. II, Gruppe A
- 2008: Goldmedaille bei der U20-Junioren-Weltmeisterschaft Div. II, Gruppe A
- 2011: Sieger Coppa Italia mit dem HC Pustertal
- 2011: Vizemeister der Serie A1 mit dem HC Pustertal
- 2012 Italienischer Vizemeister  mit dem HC Pustertal
- 2014 Italienischer Vizemeister  mit dem HC Pustertal
- 2014 Sieger Supercup mit dem HC Pustertal
- 2016 Sieger Supercup mit dem HC Pustertal